# Florian Gruber
Florian Gruber (Vilsbiburg, Regierungsbezirk Neder-Beieren, 26 januari 1983) is een Duits autocoureur.

## Carrière
Gruber won Divisie 2 van de Duitse Touring Car Challenge in 2003 in een Volkswagen Lupo. Hij stapte over naar de Duitse Seat Leon Supercopa in 2004, waar hij het kampioenschap eindigde als achtste. In 2005 verbeterde hij zijn resultaat naar een vierde plaats en in 2006 won hij het kampioenschap.
Door zijn resultaten mocht Gruber eenmalig in het WTCC rijden in 2006 voor het team Seat Sport in zijn thuiswedstrijd op Motorsport Arena Oschersleben, waar hij beide races als 15e eindigde.
Gruber stapte in 2007 over naar de Duitse Porsche Carrera Cup. In 2009 nam hij deel aan de FIA GT3 en de ADAC GT Masters.